# Bunomys coelestis
Bunomys coelestis — вид пацюків (Rattini), ендемік Сулавесі, Індонезія.

## Морфологічна характеристика
Довжина голови й тулуба 147–179 мм, довжина хвоста 138–171 мм, довжина задніх лап 35–38 мм, довжина вуха 26.5 мм. Волосяний покрив м'який. Верхні частини червонувато-коричневі, а черевні частини світло-червонувато-коричневі. Морда відносно довга і звужена, очі невеликі. Вуха великі й круглі. Зовнішні частини ніг червонувато-коричневі, пальці білі й оснащені довгими міцними кігтями. Хвіст коротший за голову і тулуб, чорнуватий зверху, білий знизу і тонко вкритий волоссям. Є 14 кілець луски.

## Середовище проживання
Цей вид обмежений схилами Гунунг Лампобатанг на південно-західному краю Сулавесі (Індонезія), на висоті від 1800 до 2500 м. Він зустрічається в первинних гірських лісових формаціях і не був зареєстрований за межами цього середовища проживання.

## Загрози й охорона
Вид має дуже обмежене поширення, і йому загрожує перетворення лісу на сільськогосподарське використання і дрібні лісозаготівлі. Також вважається, що йому загрожує конкуренція з боку Rattus spp. Вид зустрічається в заповідному лісі Гунунг Лампобатанг.